# Torneo Supercup 1996
Il Torneo Supercup 1996 si è svolto nel 1996, nella città di Berlino.

## Squadre partecipanti
1. Germania
2. Grecia
3. Lituania
4. Jugoslavia

## Classifica
| Pos. | Team       |
| ---- | ---------- |
| 1    | Lituania   |
| 2    | Jugoslavia |
| 3    | Germania   |
| 4    | Grecia     |